# تحليل الشعر (الطب البديل)
تحليل الشعر في الاستخدام العلمي السائد، تحليل الشعر هو تحليل كيميائي لعينة تؤخذ من الشعر. استخدام تحليل الشعر في الطب البديل كوسيلة للمساعدة في التشخيص يعتبر أمراً مثيراً للجدل. فقد عارضت الجمعية الطبية الإمريكية استخدامة على هذا النحو مراراً وتكراراً لعدم وجود مايثبت صحته وقدرته على تزوير الرعاية الصحية.

## الخلفية
يعمل تحليل الشعر على تحليل مستويات الفلزات والمعادن في عينة الشعر. يذكر دعاة الطب البديل أن هذا التحليل يُمَكِنهم من تشخيص نقص المعادن والتسمم بالمعادن الثقيلة والمرضى الذين يعانون من بعض الحالات كالتوحد فإن نتائج تحليل الشعر لديهم تكون ملفتة للنظر. ابتداءً من عام 1998م، أشارت ثلاثة من مختبرات «تحليل الشعر الغذائي» التجارية والتي مازالت تعمل حتى الآن في الولايات المتحدة الإمريكية إلى أنها تستخدم جهاز "ICP-MS"، وأربعة أخرى تستخدم جهاز"ICP-AES" في المقام الأول، وواحدا آخر من المختبرات أشار إلى إستخدامة للبلازما المتقارنة المباشرة "(DCP)-AES. DCP-AES " وهو تكنيك قديم ويحتمل أن يكون أقل إستقراراً من "ICP-AES". تقيس هذه المختبرات في المتوسط مامعدلة 26 معدن لكل عينة من الشعر. تطلب مختبرات تحليل الشعر الغذائي مابين 0.3 إلى 1 جرام لأساليب الانبعاث الذري الطيفي، و 0.25 ـ 1 جرام لجهاز "ICP-MS". يعتمد المقدار المختار على الوسائل التحليلة المستخدمة، ولكن أحجام العينات التي بحدود 50 ملغرام تُرد.